# 提姆·吉爾
提姆·吉爾（英語：Tim Jeal，1945年1月27日—），英國作家，維多利亞時代著名人物傳記作家。他的著作包含了羅伯特·貝登堡、大衛·李文斯頓及最近完成的亨利·莫頓·史丹利（2007年）。2004年，他的回憶錄獲得肯定，並且入圍了艾克利自傳文學獎。吉爾曾在倫敦和牛津接受正式教育，並且住在倫敦北部。他與妻子共同育有3個女兒。

## 個人生平
吉爾的母親為諾拉·帕西里（Norah Pasley），是湯瑪斯·帕西里男爵與第13代亨廷頓伯爵之女康斯坦斯·威爾莫特·安妮·黑斯廷斯（Constance Wilmot Annie Hastings）的女兒。吉爾於倫敦西敏公學與牛津大學基督堂學院受教育。1966年─1970年，他於英國廣播公司電視工作。吉爾目前與他的妻子喬伊斯·吉爾（Joyce Jeal）以及3個女兒同住。

## 作家經歷
吉爾於1960年代開始寫書，並於倫敦本地的出版社出版。他最為有名的作品種類為傳記，但大部分的傳記帶有小說的風格。
他的第一本著作《李文斯頓》（Livingstone，1973年）成為英國廣播公司電視拍攝紀錄片與探索頻道拍攝電影的基礎。

## 註解
1. 1 2 3  Steiner, Zara. . New York Times. 1990-04-01  [2006-08-25]. （原始内容存档于2007-03-19）.
2. ↑  Jeal, Swimming with my Father, 2004
3. ↑  Author details to Baden-Powell, Pimlico edition, 1991
4. ↑  .   [25 August 2006].
5. ↑  . faber.co.uk.   [March 13, 2015]. （原始内容存档于2020-10-29）.